# Опера-семисериа
Опера-семисериа (итал. opera semiseria, букв. — полусерьёзная опера) — жанровая разновидность оперы, занимающая промежуточное положение между оперой-сериа и оперой-буффа.

## Особенности
Жанр оперы-семисериа («полусерьезной» оперы) был очень популярен и востребован в Италии в первой трети XIX века. Оперы данного жанра отличались от опер-сериа и мелодрам главным образом, наличием партии баса-буффо и характерным сюжетом, где «сначала честь героини напрасно подвергается сомнению, а в конце при общем ликовании оправдана».
Термин же opera semiseria впервые появляется в начале XIX века как итальянский эквивалент французской «комедии со слезами» (comédie larmoyante).
Первыми образцами жанра семисериа принято считать оперы Фердинандо Паэра «Камилла» («Camilla», 1799) и Симона Майра «Элиза» («Elisa», 1804).
Жанр «откристаллизовался» в творчестве Джоаккино Россини, прежде всего в «Сороке-воровке».
Особенности драматургии этого типа итальянской оперы были перенесены в 1810-20-х годах на испанскую оперную сцену и своеобразно претворены Карнисером. Пять из тринадцати опер композитора написаны именно в этом жанре и имеют соответствующий подзаголовок: «Адель Лузиньянская» (1819), «Елена и Константин» (1821), «Наказанный распутник, или Дон Жуан Тенорио» (1822), «Елена и Мальвина» (1829), «Исмалия, или Смерть от любви» (1838).
Черты же её (проникновение комического элемента в серьёзную оперу и наоборот) проступали уже в оперном искусстве XVII в. (римская, венецианская, неаполитанская школы), но термина «семисериа» ещё не существовало, так как не было и термина «сериа».

## Композиторы
К жанру Оперы-Семисериа относятся некоторые оперы Алекссандро Скарлатти; её признаки прослеживаются в творчестве Н. Пиччинни, Дж. Паизиелло, В. Мартин-и-Солера и др. композиторов 2-й пол. 18 в.
Апогеем жанра считается «Сорока-воровка» Джоаккино Россини (1817). Исполняется в Санкт-Петербургской филармонии в рамках международного проекта Национального оперного центра «Опера-гала. Солисты оперных театров мира в Санкт-Петербурге»
В XIX в. этот термин постепенно исчезает из обихода, хотя традиции опер-Семисериа ощутимы в веристских операх (Р. Леонкавалло, П. Масканьи, Дж. Пуччини).